# Yeniköy köyü, Yenice
Yeniköy là một xã thuộc huyện Yenice, tỉnh Çanakkale, Thổ Nhĩ Kỳ. Dân số thời điểm năm 2011 là 102 người.